# Gasometer (stacja metra)
Gasometer – jedna ze stacji metra w Wiedniu na Linia U3. Została otwarta 2 grudnia 2000. 
Znajduje się w 11. dzielnicy Wiednia, Simmering. Nazwa stacji nawiązuje do dawnych zbiorników gazu Gasometer, wybudowanych w 1896 roku, które służyły zgodnie z przeznaczeniem do roku 1984. W latach 1999–2001 zostały one gruntownie przebudowane na nowe funkcje mieszkalno-handlowe.